# Premi Nansen pels Refugiats
El Premi Nansen pels Refugiats és un premi atorgat anualment per l'Alt Comissionat de les Nacions Unides per als Refugiats (UNHCR) a un individu, grup o organització en reconeixement del servei excepcional a la causa dels refugiats, desplaçats o persones apàtrides. Va ser establert el 1954.

## Context
El premi rep el nom a partir de Fridtjof Nansen, l'intrèpid explorador polar noruec, estadista i premi Nobel de la Pau. Com a primer Alt Comissari pels Refugiats de la Lliga de Nacions, Nansen va assolir una sèrie de fites molt significatives, tot donant una veu a tots aquells que havien estat desplaçats per la força. El premi Nansen per als Refugiats d'UNHCR consisteix en una medalla commemorativa, la medalla Nansen, i un premi monetari de 100.000 dòlars, donats pels governs de Noruega i Suïssa, per començar un projecte de consulta juntament amb UNHCR per assistir desplaçats de manera forçosa. El govern suís i noruec, el Consell de Refugiats Noruec (NRC) i la Fundació d'IKEA donen suport al programa Premi Nansen pels Refugiats de l'UNHCR.

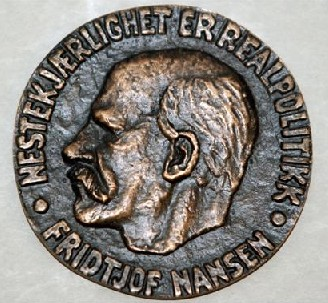
Medalla que s'atorga als premiats. A la part superior s'hi llegeix: "Nestekjærlighet er realpolitikk" (català: l'altruisme és Política Pràctica (Realpolitik))

## La cerimònia del premi
Cada any, l'UNHCR Nansen Premi pels Refugiats és presentat a una cerimònia dignificada a Ginebra, Suïssa, la "capital humanitària del món". Se celebra al Bâtiment des Forces Motrices, de Ginebra, i la cerimònia coincideix amb el comitè executiu anual de l'UNHCR (Excom).

## Tauler de discussió
El 2011, l'UNHCR va col·laborar amb la Universitat de Ginebra (UNIGE), la Foundation Pour Gèneve, i l'Académie de droit international humanitaire et droits humains à Gèneve (ADH) per tal d'organitzar el primer tauler de discussió del Nansen. Ara és un esdeveniment anual, que involucra la comunitat intel·lectual de Ginebra, els mitjans de comunicació i el jovent, al voltant de la causa dels refugiats i la tasca d'UNHCR. 
El 2012, el debat es va anomenar "Les femmes et la reconstruction de la Somalie: du trouble à l'espoir" ("Les dones i la reconstrucció de Somàlia: de la Confusió a l'Esperança") presentat per Leymah Gbowee, la guanyadora del premi Nobel de la Pau el 2011, Elisabeth Rasmusson, Secretària General del NRC Elisabeth Rasmusson, i l'Ambaixadora Honorary Lifetime Goodwill UNHCR Barbara Hendricks com a panelistes.

## Nominacions
Els candidats més forts són aquells que han anat més enllà del deure, han demostrat perseverança i coratge, i han ajudat de manera personal, directa i significativa, a aquelles persones desplaçades per la força. 
Les nominacions al premi han d'estar entregades a través de la pàgina web dels Premis Nansen per als Refugiats. Els membres actuals o anteriors de UNHCR no són elegibles. Els nomenaments propis, incloent les nominacions de dins l'organització, estan fortament desaconsellats. 

## Llista de premiats

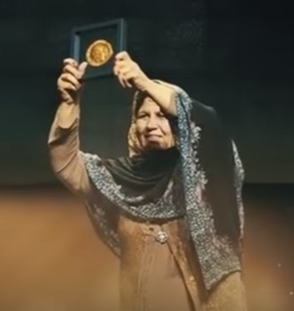
Prof. Aqeela Asifi el 2015

- 1954: Eleanor Roosevelt (Estats Units)
- 1955: Reina Juliana (Països Baixos)
- 1956: Dorothy D. Houghton (Estats Units) i Gerrit Jan furgoneta Heuven Goedhart (pòstumament) (Països Baixos)
- 1957: La Lliga de Societats de Creu Vermella
- 1958: David Hoggett (Regne Unit) i Pierre Jacobsen (pòstumament) (França)
- 1959: Oskar Helmer (Àustria)
- 1960: Christopher Chataway, Colin Jones, Trevor Philpott i Timothy Raison (Regne Unit)
- 1961: Olav V (Noruega)
- 1962: Tasman Heyes (Austràlia)
- 1963: El Consell Internacional per Agències Voluntàries
- 1964: May Curwen (Regne Unit), François Preziosi (pòstumament) (Itàlia) i Jean Plicque (pòstumament) (França)
- 1965: Lucie Chevalley (França), Ana Rosa Schlieper de Martínez Guerrero (pòstumament) (Argentina)
- 1966: Jørgen Nørredam (pòstumament) (Dinamarca)
- 1967: Prince Bernhard (Països Baixos)
- 1968: Bernard Arcens (Senegal) i Charles H. Jordan (pòstumament) (Estats Units)
- 1969: Princess Princep Shah (Nepal)
- 1971: Louise W. Holborn (EUA)
- 1972: Svana Fridriksdottir (Islàndia)
- 1974: Helmut Frenz (Xile)
- 1975: James J. Norris (Estats Units)
- 1976: Olav Hodne (Noruega) i Marie-Louise Bertschinger (pòstumament) (Suïssa)
- 1977: El malai Vermell Crescent Societat (Malàisia)
- 1978: Seretse Khama (Botswana)
- 1979: Valéry Giscard d'Estaing (França)
- 1980: Maryluz Schloeter Paredes (Veneçuela)
- 1981: Paul Cullen (general) (Austràlia)
- 1982: Corona Princess Sonja (Noruega)
- 1983: Mwalimu Julius Kambarage Nyerere (Tanzània)
- 1984: Lewis M. Hiller, Jeff Kass i Gregg Turay (Estats Units)
- 1985: Paulo Evaristo Arns (Brasil)
- 1986: Les "persones del Canadà" (acceptat per la Governadora general del Canadà Jeanne Sauvé en nom d'Isabel II, Reina del Canadà)
- 1987: Juan Carlos I (Espanya)
- 1988: Syed Munir Husain (Pakistan)
- 1989: Daisaku Ikeda (Japó)
- 1991: Paul Weis (pòstumament) (Àustria) i Libertina Appolus Amathila (Namíbia)
- 1992: Richard von Weizsäcker (Alemanya)
- 1993: Médecins sans Frontières
- 1995: Graça Machel (Moçambic)
- 1996: Handicap Internacional
- 1997: Joannes Klas (Estats Units)
- 1998: Mustafa Abdülcemil Qırımoğlu (Ucraïna)
- 2000: Jelena Silajdzic (Bosnia i Hercegovina), Abune Paulos (Etiòpia), Lao Mong Fenc (Cambotja), Miguel Angel Estrella (Argentina) i els voluntaris de Nacions Unides
- 2001: Luciano Pavarotti (Itàlia)
- 2002: Arne Rinnan (Noruega), la tripulació del MV Tampa i Wallenius Wilhelmsen ASA (veu Tampa afer)
- 2003: Annalena Tonelli, (Itàlia)
- 2004: Associació Memorial (Rússia)
- 2005: Marguerite Barankitse (Burundi)
- 2006: Akio Kanai (Japó)
- 2007: Katrine Camilleri (Malta)
- 2008: Chris Clark (Gran Bretanya) i el personal libanès i internacional en el programa d'acció minera de Nacions Unides al Líban del sud.
- 2009: Edward Kennedy (Estats Units)
- 2010: Alixandra Fazzina (Gran Bretanya)
- 2011: Societat per Solidaritat Humanitària (Iemen)
- 2012: Hawa Aden Mohamed (Somàlia) per la seva feina amb el Galkayo Centre d'Educació per Pau i Desenvolupament[6]
- 2013: Angélique Namaika (República Democràtica del Congo)[7]
- 2014: Papallones amb les ales Noves que construeixen un Futur (Papallones) (Red Mariposas de Alas Nuevas Construyendo Futuro) - la xarxa de drets d'unes dones colombianes treballant per ajudar víctimes de desplaçaments forçats i abusos sexuals
- 2015: Aqeela Asifi (Pakistan) - Refugiat de l'Afganistan qui ajuda a noies refugiades a aconseguir una educació
- 2016: Voluntaris grecs de l'Equip de Rescat hel·lènic, i Efi Latsoudi del poble PIKPA pels seus esforços voluntaris incansables per ajudar a refugiats que arriben a Grècia durant la crisi de refugiat europea.[8][9]